# 苏拉威西岛
苏拉威西岛舊名西里伯或西里伯斯，《職方外紀》稱則勒伯（荷蘭語：Celebes），是印度尼西亚东部的一个大岛屿。

## 地理

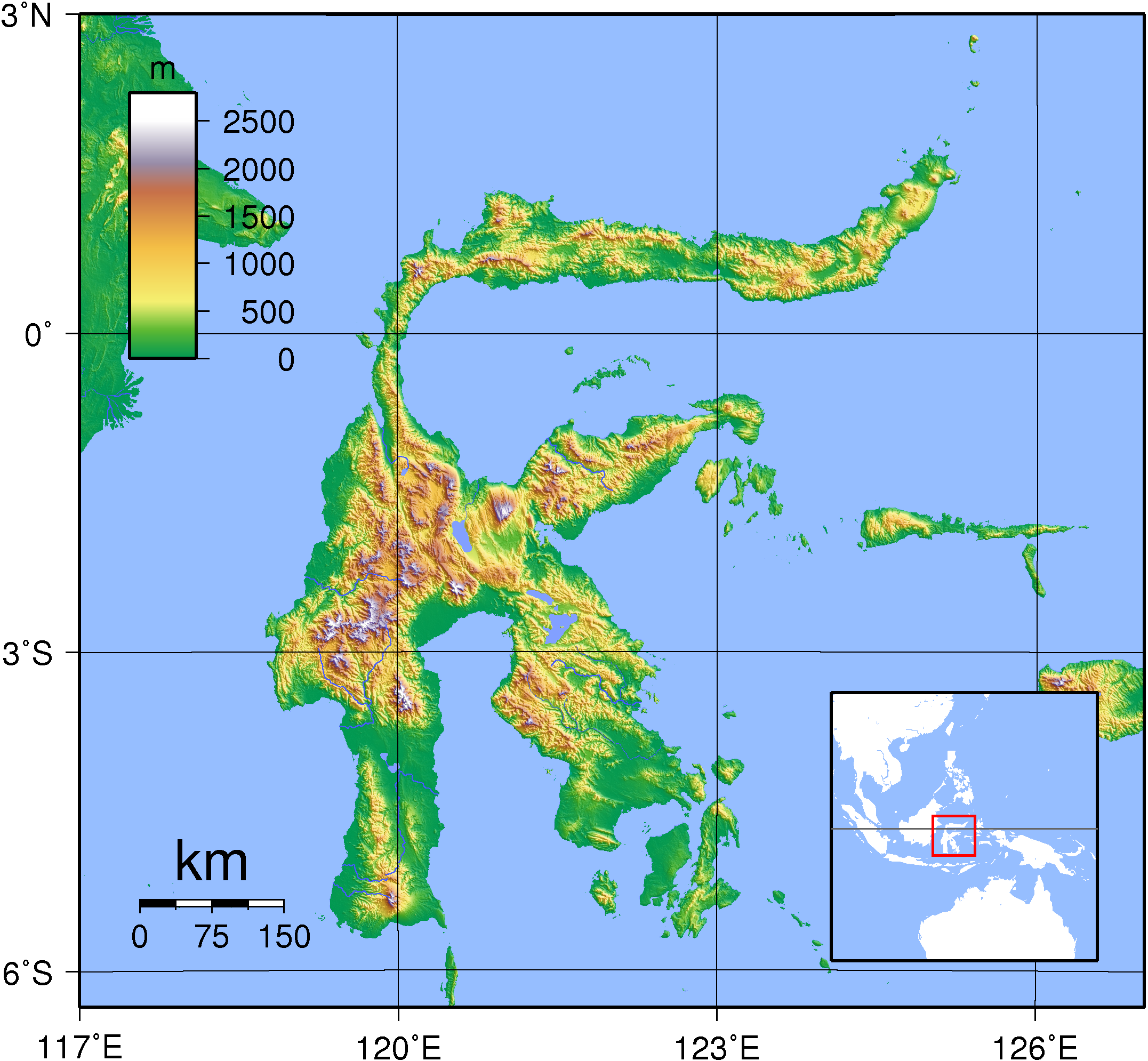
海拔图

苏拉威西岛按面积是世界第十一大岛，总面积为174,600平方公里，位于印度尼西亚东部，菲律宾南方，形状非常特别，类似一个大K字母，有四个半岛，岛中部是险峻的山区，因此四个半岛之间很少来往，反而从海路连接遠比从陆路方便。
苏拉威西岛的行政区域分为6个省：西蘇拉威西省、北蘇拉威西省、中蘇拉威西省、南蘇拉威西省、東南蘇拉威西省和哥伦打洛省。最大的城市是西南部的望加锡，还有北部的万鸦老也是较大的城市。

## 动植物
苏拉威西岛正位于华莱士线上，因此既具有东洋界也具有澳新界的动植物，其中大部分属于澳新界的，有2,290平方千米的区划被划归罗尔·林度国家公园。
苏拉威西岛目前已知有127种哺乳动物，其中62%（79种）是本岛特有种，在世界其他地方不存在，其中最多的是一种矮水牛。鸟类有34%是当地特有种。

## 文化艺术
苏拉威西人非常重视艺术，包括制造陶器、织物和舞蹈，他们制造的陶器非常精制；织物非常细致，有重复的图案。在舞蹈方面，男人的雄武有力，女人的柔美流畅，舞蹈经常能讲述一个故事情节。

## 宗教
大部分苏拉威西人信奉伊斯兰教逊尼派，但有19%的人信奉基督宗教，其中2%信仰罗马天主教，17%的人信奉基督新教，主要集中在北部和中部，以及一些大城市，其中北蘇拉威西省的基督徒人口比例更是佔絕大多數，超過70%。但大部分人不管是信奉基督宗教还是伊斯兰教，仍然相信当地的原始信仰和当地的神祇。 
此外还存在一些外来人口的社区信仰印度教或佛教，主要在印度人和华人之间。

## 自然災害
2018年9月28日，蘇拉威西島遭逢規模7.5強震，隨後，中蘇拉威西島帕盧市和棟加拉縣發生大規模海嘯，造成逾千人罹難。5天後，2018年10月3日早上8點多，蘇拉威西島北方的索普坦火山突然爆發，火山灰衝上4000公尺高，災害損失難以估計。